# Archives nationales de France
Pour les articles homonymes, voir Archives nationales (homonymie).
Les Archives nationales conservent les archives des organes centraux de l’État français, exception faite des fonds du ministère des Armées, du ministère de l'Économie et des Finances et du ministère de l'Europe et des Affaires étrangères. Elles ont été créées par décret de l'Assemblée constituante en 1790. Ce service à compétence nationale dépend du ministère chargé des affaires culturelles depuis la création de ce dernier en 1959. Le siège des Archives est situé à Pierrefitte-sur-Seine mais certains fonds sont conservés à Paris. Ces deux sites conservent un total de 373 km linéaires d'archives permettant de documenter l'histoire de France depuis le VIIe siècle jusqu'à nos jours.
Certains fonds d'intérêt national sont conservés dans deux autres services : les Archives nationales d'outre-mer à Aix-en-Provence (archives des colonies) et les Archives nationales du monde du travail à Roubaix (archives privées d'entreprises et d'associations).
Les ministères de la Défense, de l'Économie et des Finances et des Affaires étrangères ont leurs propres services d'archives depuis le XVIIIe siècle, appelés respectivement service historique de la Défense (SHD), service des archives économiques et financières (SAEF) et Archives diplomatiques. Les archives des services déconcentrés de l'État sont conservées par les Archives départementales.
Les droits de réutilisation des documents conservés par les Archives nationales sont gratuits.

## Historique

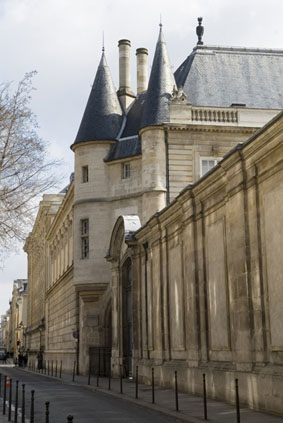
Façade de l'hôtel de Clisson, Paris.

Les Archives nationales sont indissociables de l'Assemblée constituante qui, dès son règlement du 29 juillet 1789, se dota d'un archiviste chargé d'un dépôt de conservation pour les « pièces originales relatives aux opérations de l'Assemblée ». C'est Armand Gaston Camus, député de Paris, qui est élu archiviste le 4 août 1789. Il fut l'artisan infatigable de la création des Archives nationales et notamment du décret du 12 septembre 1790 où est définie pour la première fois cette nouvelle institution, « […] dépôt de tous les actes qui établissent la constitution du royaume, son droit public, ses lois et sa distribution en départements ».
Cependant ce premier décret ne prenait en compte ni le sort des archives autres que celles de l'Assemblée ni celles des institutions supprimées par le passé. La loi du 7 messidor an II (25 juin 1794 dans le calendrier grégorien) marque les Archives nationales de son empreinte centralisatrice, notamment par l'article III qui affirme que « tous les dépôts publics ressortissent aux Archives nationales comme à leur centre commun et sont mis sous la surveillance du corps législatif et sous l'inspection du comité des Archives ». La mainmise du pouvoir législatif prend fin avec la mise en place d'un régime à l'exécutif plus fort, le Consulat, qui par un arrêté du 8 prairial an VIII (28 mai 1800) fait passer les Archives nationales sous l'autorité directe du gouvernement et soumet la nomination du Garde des Archives nationales à la volonté du Premier consul.

### La loi du 7 messidor an II
Cette loi fondatrice des Archives nationales définit l'organisation et les objectifs de l'institution qui a vocation à accueillir non seulement les archives « papier » produites depuis la préparation des États généraux de 1789, mais également les objets fondateurs de la République, tels que les sceaux, les étalons des poids et mesures. Les bibliothèques, et notamment la Bibliothèque nationale, se voient confier la récupération des manuscrits touchant aux sciences et aux arts et pouvant servir à l'instruction.
La loi crée donc une Agence temporaire de triage des titres pour séparer les documents historiques, destinés à être la Bibliothèque nationale, des documents domaniaux et judiciaires, ces deux dernières typologies étant à l'origine des deux premières sections des Archives nationales. Cette agence, qui prit ensuite le titre de Bureau, permit également aux Archives nationales de faire entrer des fonds qui ne leur étaient pas destinés à l'origine comme, à Paris, les fonds ecclésiastiques, les papiers des émigrés ou encore des corporations.

### Localisation d'origine des Archives nationales

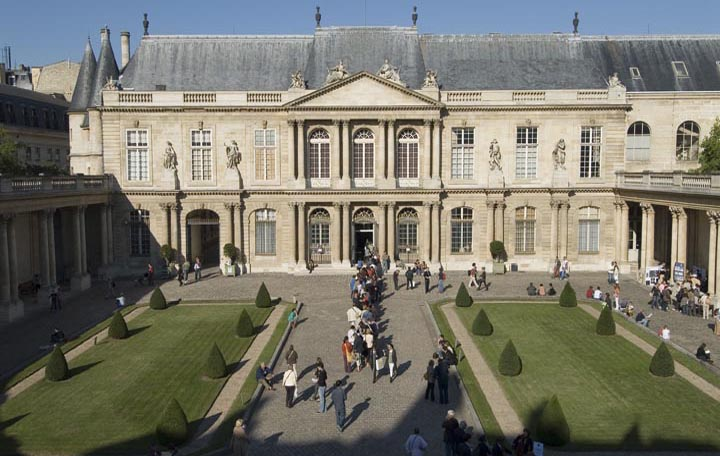
Hôtel de Soubise, Paris.

Avant leur installation à l'hôtel de Soubise en 1808, les Archives nationales furent d'abord situées dans une des salles de la Constituante à Versailles, avant de partir pour Paris à la suite d'un arrêté du 12 octobre 1789, d'abord dans la bibliothèque des Feuillants, rue Saint-Honoré, puis dans l'ancien couvent des Capucins situé dans la même rue. C'est là que fut installée l'armoire de fer, toujours visible aujourd’hui dans les Grands dépôts des Archives nationales, coffre-fort conçu à l'origine pour la conservation des planches à assignats victimes de falsification. Bientôt les lois et décrets, ou encore l'acte constitutionnel vinrent les rejoindre, symbole du lien organique entre les Archives et le pouvoir législatif.
La Convention fit déplacer les archives au palais des Tuileries en 1793 où elles restèrent jusqu'en 1800, date de leur déménagement (avec la bibliothèque des Archives) pour le palais Bourbon, à l'exception de l'armoire de fer qui y demeura. Même si les autres dépôts de la capitale sont théoriquement regroupés en 1793, sous la responsabilité de Camus et par conséquent des Archives nationales, en deux Sections, la judiciaire d'une part et la domaniale et administrative de l'autre, les dépôts sont distincts : pour la première Section, assez naturellement, le Palais de justice et la Sainte-Chapelle, et pour la seconde, le Louvre puis, sous le Consulat, le palais Bourbon.

## Statuts et missions

### Statuts
Les Archives nationales dépendent du ministère chargé de la Culture et plus précisément de la direction générale des Patrimoines, qui définit, coordonne et évalue la politique de l'État en matière d'architecture, d'archives, de musées, de patrimoine monumental et archéologique. Depuis le 1er janvier 2007, elles constituent un service à compétence nationale sur trois sites (Paris, Fontainebleau et Pierrefitte-sur-Seine). Certains fonds d'intérêt national sont conservés dans deux autres services : les Archives nationales d'outre-mer à Aix-en-Provence (archives des colonies) et les Archives nationales du monde du travail à Roubaix (archives privées d'entreprises et d'associations).

### Missions
Les Archives nationales ont pour missions la collecte, le classement, la conservation, la restauration, la communication et la valorisation des archives publiques des services centraux de l'État et des pouvoirs centraux constitués depuis l'origine, les opérateurs nationaux et les minutes des notaires de Paris. Il s'agit de missions régaliennes, déléguées par le code du patrimoine. Ces missions sont exercées en étroite collaboration avec le bureau des Missions du Service interministériel des archives de France (SIAF). En matière d'archives privées, la politique de collecte est déterminée par rapport aux compétences propres des autres services à compétence nationale que sont les Archives nationales d'outre-mer et les Archives nationales du monde du travail. Les fonds collectés émanent de particuliers, de familles, d'associations et d'institutions ayant joué un rôle historique d'importance nationale. Les archives privées entrent par dons, dépôts, legs, achats ou dations.

#### Constitution des fonds
Les fonds d'archives publiques sont issus des ministères et de l'administration, qu'ils soient de l'Ancien Régime ou des périodes plus contemporaines. Ils suivent l'ordre du cadre de classement méthodique, créé par Pierre Daunou, garde des archives, en 1808. Les césures dans les fonds, tant chronologiques qu'institutionnelles, sont issues de réflexion et de choix liés au début de l'histoire de cette institution. Le système de cotation est complexe, c'est pourquoi, pour certains domaines d'étude, il est nécessaire de parcourir avec attention de grands ensembles de séries. Pour les fonds postérieurs à 1958, le classement se fait en continu en fonction des années de versement.

#### Collecte
Dans la liste des missions traditionnellement attribuées aux archivistes (les fameux 4 C : collecte, classement, conservation, communication), la collecte est la première des tâches. La collecte est l’ensemble des actions menées pour obtenir de nouvelles entrées d’archives afin d'enrichir les fonds déjà conservés.

##### La collecte d'archives publiques
En France, les archives publiques font l’objet d’un versement de caractère obligatoire et réglementaire dans un service d’archives. Les Archives nationales travaillent au sein du Service interministériel des Archives de France de la direction générale des Patrimoines avec un réseau d’archivistes dans chacune des institutions publiques émettrices de documents. Elles coordonnent et organisent la collecte régulière des archives et les consultations ultérieures, en étroite collaboration avec les Missions des Archives de France, placées directement auprès des ministères pour conseiller, établir des règles de conservation et aider les services à verser leurs documents de conservation définitive. Les Archives nationales accueillent ainsi en moyenne 6 km d’archives par an.
Sous sa présidence, Valéry Giscard d'Estaing inaugure le versement systématiques des papiers, notes et dossiers de la présidence de la République aux Archives nationales, pratique suivie par tous ses successeurs. Il déclare dans le documentaire Les Trésors des Archives nationales (2014) : « Lorsque je suis arrivé à l'Élysée, j'ai demandé qu'on me communique les affaires en cours. Il n'y avait plus rien, car chacun avait emporté ses cartons ». En 1981, au terme de son mandat, il en verse 4200 aux Archives.

##### La collecte d’archives privées
Les Archives nationales collectent également les fonds de personnes ou d’organismes privés d’importance nationale, ce qui permet d’enrichir et de compléter la vision donnée par les fonds d’origine publique. Ces fonds d’origine privée (ou entrées extraordinaires) peuvent arriver aux Archives nationales selon différentes voies :
- Les Archives nationales sont habilitées à recevoir des donations, consacrées par un acte notarié dans « la forme ordinaire des contrats » (art. 931 du Code civil), ou bien des dons manuels, par simple remise matérielle des archives concernées. « La donation entre vifs est un acte par lequel le donateur se dépouille actuellement et irrévocablement de la chose donnée, en faveur du donataire qui l’accepte » (art. 894 du Code civil). Les donations se font par acte notarié « et il en restera minute, sous peine de nullité » (art. 931 du Code civil). L’intérêt principal de cette forme d’entrée est que le service d’archives devient pleinement propriétaire des archives qui lui sont données. Le donateur ou ses héritiers ne peuvent contester le don que s’il y a vice de forme ou non-respect des conditions. On peut citer l'exemple des fonds Bassompierre, Crussol, d'Ogny (coté 5, 6 et 7 AP), entrés par don du marquis de Chantérac.
- Les Archives nationales peuvent recevoir des legs de particuliers comme celui fait par Louis Carré du fonds Sambon (coté 613 AP). Les legs doivent nécessairement figurer dans un testament, sous l’une des trois formes reconnues par le Code civil (art. 969 et suivants).
- Les Archives nationales ont la possibilité de procéder à des achats, soit directement auprès de particuliers, soit chez les libraires et marchands d’autographes, ou encore en ventes publiques. Un des derniers achats effectués par le Service interministériel des Archives de France pour le compte des Archives nationales est un manuscrit de Robespierre écrit vers 1791 et consacré en grande partie aux finances[7].
- La « dation en paiement » permet à un particulier de payer en nature certains impôts (droits de succession, droits de mutation à titre gratuit entre vifs, impôt de solidarité sur la fortune), en remettant à l’état des archives de haute valeur historique (loi du 31 décembre 1968 et décret du 10 novembre 1970). Une partie du fonds Murat (31 AP 1 à 607) est entré par dation aux Archives nationales.
- Les Archives nationales peuvent enfin recevoir en dépôt des archives privées dont le propriétaire se réserve la propriété comme le fonds Norodom Sihanouk déposé par l'École française d'Extrême-Orient[8]. Révocable par nature, le dépôt ne garantit pas la conservation définitive des documents, contrairement aux autres modes d’entrée qui transfèrent la propriété à l’État (Archives nationales).

#### Classement
La mission fondamentale des Archives nationales est de communiquer les fonds qui leur ont été confiés. Pour que la communication au public soit possible, il faut avoir classé les fonds et les avoir inventoriés dans des instruments de recherche, qui permettront d’orienter le public efficacement.
En ce qui concerne les archives anciennes et modernes, aussi bien publiques que privées, le classement peut remonter pour certains fonds à des périodes assez éloignées et l’on a pu depuis procéder à des opérations de retraitement afin de se conformer aux recommandations édictées par le Service interministériel des Archives de France et le Conseil international des archives, de faciliter l’accès à ces archives. Ces opérations de classements s’accompagnent de la rédaction des instruments de recherche mis à disposition des publics en salle de lecture ou dans la salle des inventaires virtuelle.
En ce qui concerne les archives contemporaines, conservées sur le site de Pierrefitte-sur-Seine, le traitement et la production d'instruments de recherche sont des tâches effectuées en amont par les missionnaires, sauf exception. Pour les archives publiques, lorsque les versements arrivent sur le site de Pierrefitte-sur-Seine ou sur celui de Fontainebleau, leur contenu, aussi bien quantitatif que qualitatif, ainsi que celui des instruments de recherche qui les accompagnent, ont été au préalable validés par le service des fonds. Il arrive cependant que certains fonds ou certaines parties de fonds (en particulier des fonds privés) soient traités ou retraités sur place, après leur versement, et fassent ainsi l'objet d'un nouvel inventaire. La base d'orientation PRIAM3 accessible en ligne donne accès aux sommaires, c'est-à-dire aux résumés par groupes d'articles, des versements publics et entrées privées. Elle renvoie aux répertoires numériques détaillés établis par les missions, accessibles dans les salles de lecture des trois sites.

#### Conservation

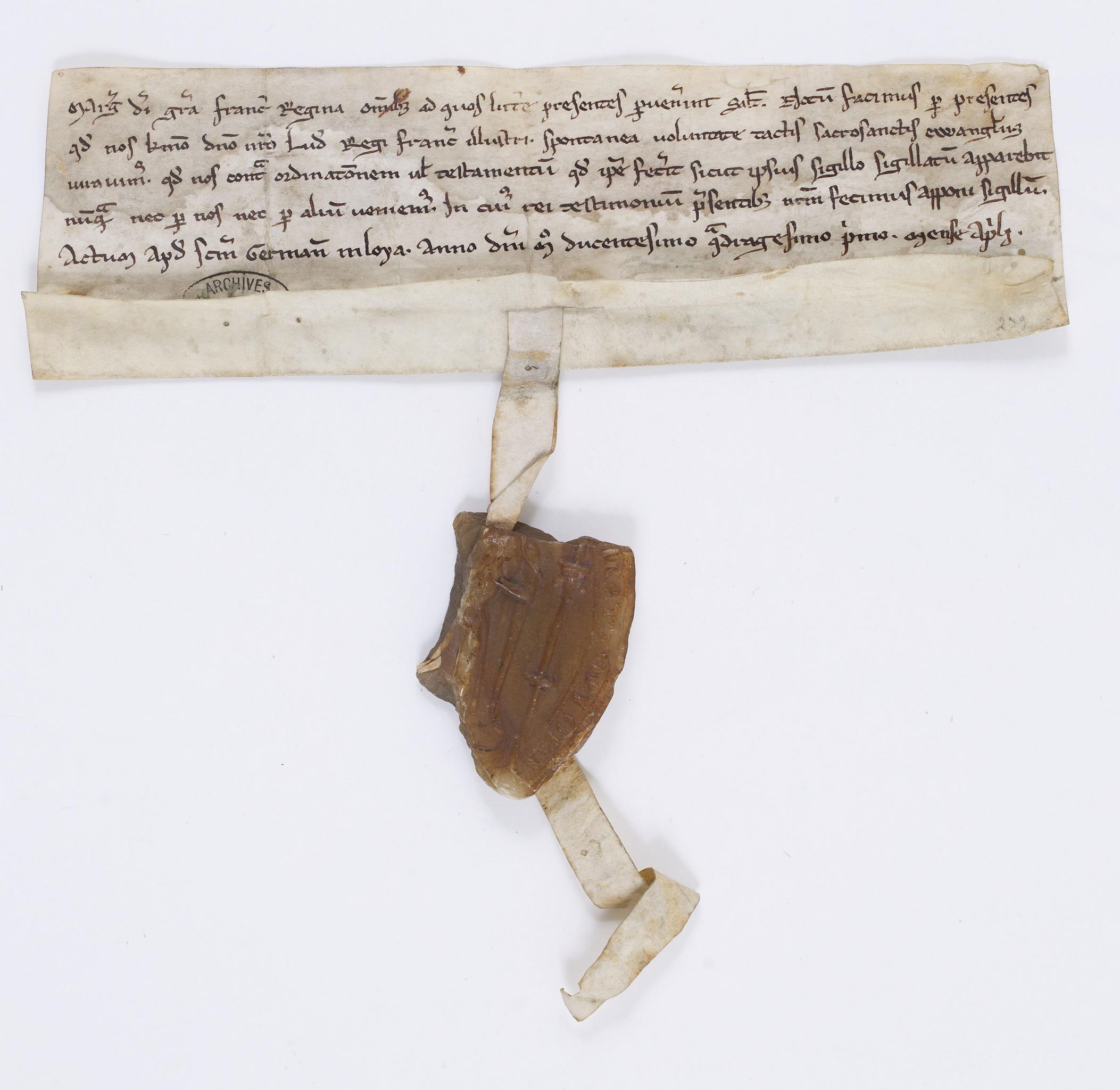
La reine Marguerite de Provence s'engage à se conformer au testament que son époux Louis IX vient de dicter avant de partir en expédition contre les Anglais et le comte de la Marche (1242), parchemin conservé aux archives nationales, cote AE/II/239.

Pour que la communication au public soit possible, il faut conserver le patrimoine dans le meilleur état possible, ce qui suppose de restaurer les archives endommagées, sous le contrôle des ateliers spécialisés, mais surtout d’éviter les dégradations : bâtiment offrant un environnement climatique adapté, conditionnements aux propriétés physico-chimiques spécifiques, numérisation et microfilmage pour éviter la manipulation des originaux lors de la consultation. La transmission du patrimoine archivistique est à la fois intellectuelle et matérielle. On ne peut séparer ces deux aspects du métier d’archiviste : conservation du patrimoine intellectuel des fonds d’archives et conservation matérielle du support des documents. Le document d’archives est fragile, produit pour servir aux besoins des administrations et de fait rarement conçu pour traverser les siècles. Il est menacé par les insectes, les moisissures, l’eau, l’acidité de certains papiers, les encres. La conservation matérielle embrasse plusieurs domaines : la conservation préventive, la préservation curative, la restauration et le transfert de support.
Les archivistes ont toujours essayé de conserver dans les meilleures conditions les documents, en employant des boîtes robustes, tendant vers la meilleure neutralité chimique (pH7), qui doivent être de formats adaptés à la taille des dossiers versés.
À Paris le type de boîte le plus courant est un carton de conservation noir, utilisé dans la majorité des services d’archives et répondant à un cahier des charges établi par le département de la conservation des Archives nationales.
À Fontainebleau, l’un des directeurs, Jean-Yves Ribault, n’a pas dessiné moins de neuf prototypes successifs de conteneurs en carton avant d’arriver à une invention qui mette d’accord les diverses administrations versantes et archivistes et qui a été fabriqué spécialement pour le compte des Archives nationales.
Aux Archives nationales, c'est le département de la conservation qui est chargé de ces problématiques. Il se compose de plusieurs pôles (le pôle scientifique, le pôle préservation et le pôle restauration, ce dernier coordonnant les ateliers de restauration et de dorure). Tous les domaines de la conservation sont donc gérés. La conservation préventive est ainsi une des priorités des Archives nationales. Elle consiste à agir sur l’environnement sans toucher aux documents. L’objet de la conservation préventive est de repérer les conditions de conservation : humidité, lumière, mauvais conditionnement, attaques biologiques, manipulations, mais aussi négligence, incompétence, malveillance… De même, la conservation curative est abordée et vise à améliorer les conditions de conservation des documents par le dépoussiérage, le conditionnement, les refoulements, les mises en quarantaines, la désinfection, la désacidification.

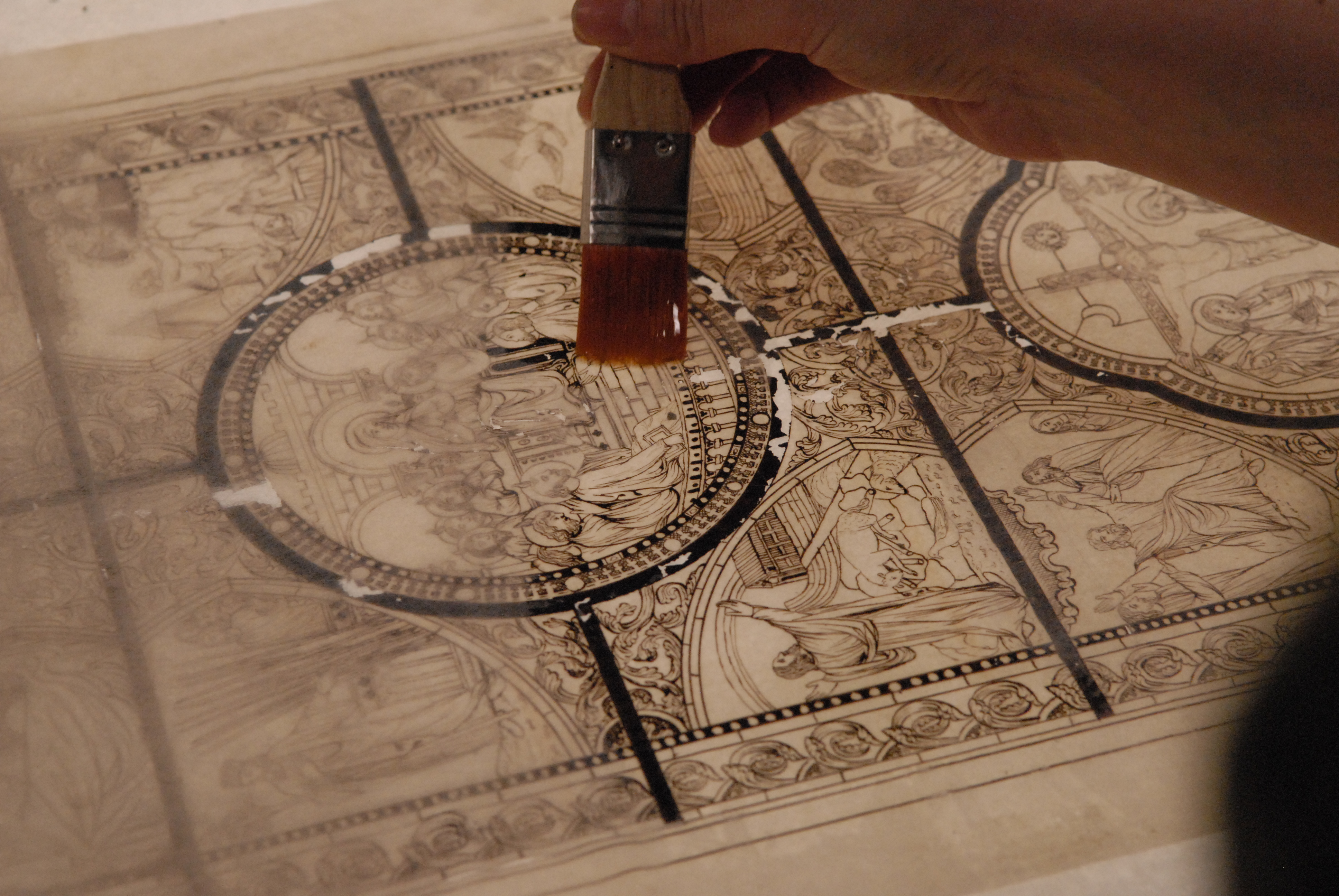
Travail de l'atelier de restauration

Enfin, le pôle restauration intervient directement sur le support des documents pour leur restituer leur intégrité, leur rendre leur lisibilité, arrêter et stabiliser la dégradation due au vieillissement par des techniques et des matériaux appropriés répondant aux principes de compatibilité, lisibilité, réversibilité, stabilité. Le haut niveau d’expertise des techniciens d’art est un atout considérable tant pour la réalisation des travaux internes que pour le contrôle des travaux externalisés. Le département de la conservation gère également le transfert de support et sauvegarde l’information par transfert sur un autre support que celui de l’original en cas d’usure ou en cas de dégradation inéluctable de celui-ci, afin de conserver le contenu informatif du document. Les procédés de transfert utilisés aux Archives nationales sont la copie, la photocopie, le microfilm, la photographie, la numérisation.

#### Communication

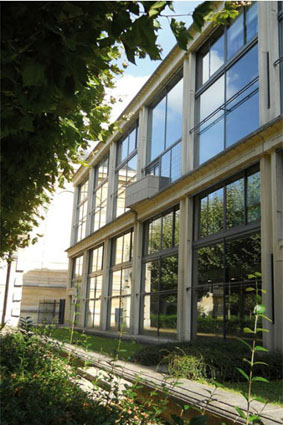
Archives nationales (Paris) : Le Caran. Architecte Stanislas Fiszer.

La loi du 7 messidor an II (25 juin 1794), qui organise les archives de la République, prévoit que « tout citoyen pourra demander, dans tous les dépôts, aux jours et aux heures qui seront fixés, communication des pièces qu’ils renferment ; elle leur sera donnée sans frais et sans déplacement… » La communication des archives doit donc être perçue comme un principe démocratique fondamental, trouvant racine dans la Déclaration des Droits de l’Homme et du Citoyen : « la société a le droit de demander compte à tout agent public de son administration. »

##### L’aide à la recherche
L'aide à la recherche est le préalable à la communication grâce notamment au centre d'accueil et de recherche des Archives nationales. Un lecteur ou futur lecteur des archives dispose pour cela de diverses sources d’information :
- De nombreuses ressources sont tout d'abord accessibles en ligne sur la salle des inventaires virtuelle: on y trouve la plupart des instruments de recherche dématérialisés.
- Une fois sur place, le personnel des archives, en particulier les présidents de salle de lecture, est également là pour accueillir les usagers et les orienter dans leurs recherches.
- Enfin, un usager souhaitant replacer sa recherche dans un contexte historique, administratif, plus général, pourra également recourir aux bibliothèques des sites. Ces centres de ressources disposent d'ouvrages, publications officielles et revues spécialisées.

##### Les modes de communication et les espaces destinés à la communication
L’usage des archives par les publics est multiple : la justification des droits des personnes, la documentation de la recherche scientifique, celle aussi des amateurs d’histoire ou de généalogie.
Pour faciliter la consultation des archives, une salle de lecture a été aménagée en rez-de-chaussée de l’hôtel de Soubise dès 1847. Les lecteurs disposent aujourd’hui d'une salle de consultation sur chaque site. Le site de Paris, au sein du bâtiment que l’on appelle le CARAN (centre d’accueil et de recherche des Archives nationales), possède une salle de consultation de 160 places, regroupant les instruments de recherche et la consultation des documents originaux, ainsi qu'une salle des microfilms et des services spécialisés (onomastique, topographie parisienne). Le site de Pierrefitte-sur-Seine, depuis le 21 janvier 2013, comporte une salle de consultation des originaux de 160 places, complétée sur le même niveau d'une salle de consultation des inventaires de 60 places, et d'une salle des microfilms. Le site de Fontainebleau, quant à lui, dispose d'une salle de consultation de 40 places. La conception de la salle de lecture du bâtiment de Pierrefitte-sur-Seine a fait l’objet d’une grande attention et d’une large concertation avec les futurs utilisateurs.
La numérisation et le microfilmage d’un grand nombre de fonds, de même que la création d’un nouveau Système d’information archivistique, s’inscrivent dans la vocation des Archives nationales dont la « porte monumentale donne accès au parvis sacré de l'Histoire », et à l’ouvrir au plus grand nombre. Au-delà de la communication des archives en salle de lecture, les Archives nationales développent autant que possible leur présence sur Internet. Ainsi la consultation des archives par leur public habituel est facilitée par le développement des démarches en ligne, et l’accès à distance aux ressources dont il a besoin. D’autres ressources numériques sont spécifiquement destinées à un nouveau public, plus large (banques d’images, dossiers pédagogiques…). En outre, le projet de Pierrefitte-sur-Seine a permis d’engager la dématérialisation de l’ensemble des instruments de recherche, pour créer une véritable « salle des inventaires virtuelle » composée d’instruments de recherche électroniques.
En plus de la communication traditionnelle (consultation sur place en salle de lecture), destinée aux publics « extérieurs », les Archives nationales assurent aussi une activité de service importante vis-à-vis des producteurs en leur communiquant, selon la procédure dite de « communication administrative », les archives qu’ils ont produites et versées aux Archives nationales.

##### Réglementation
Les documents conservés aux Archives nationales ayant pour la plupart le caractère d'archives publiques au sens du code du patrimoine, leur communication au public est régie par celui-ci, selon les principes suivants : la communicabilité immédiate est la règle et les seules exceptions, se traduisant par des délais de communication, visent à concilier le respect des intérêts protégés par la loi, notamment le droit au respect de la vie privée, et les besoins de la recherche. Les minutes des notaires et les réponses à des enquêtes de l’INSEE portant sur des comportements d'ordre privé, par exemple, ne deviennent librement communicables qu'à l’issue d’une période de 75 ans. Ces archives peuvent être communiquées par dérogation à des chercheurs avant l'expiration des délais de communication après accord de l'autorité ou de l'administration qui les a versées. Les archives privées, elles, peuvent voir leur communication soumise à des restrictions ou des conditions fixées par ceux qui les ont léguées ou déposées aux Archives nationales.

##### Droits de réutilisation gratuits
Les droits de réutilisation des documents conservés par les Archives nationales sont gratuits. Les informations publiques contenues dans les documents produits ou reçus par les Archives nationales sont soumis au principe de gratuité depuis la Décision 2017-11.
La Décision 2017-11 a abrogé la décision tarifaire n°IN/CPAJ/201071 du 10 décembre 2010 relative aux droits de réutilisation des données publiques contenues dans les documents produits ou reçus par les Archives nationales.
Cette Décision 2017-11 doit être affichée dans les salles de lecture des Archives nationales, ainsi que sur leur site Internet.
Le réutilisateur  dispose d'un droit gratuit de libre réutilisation, à des fins commerciales ou non, dans le monde entier et pour une durée illimitée, sauf sur les informations :
- soumises à droits d'auteur,
- communiquées après dérogation ou par autorisation spéciale.

## Organisation des Archives nationales

### Organisation administrative
Les Archives nationales comprennent :
- la direction des fonds constituée par les départements chargés de la collecte, du classement et de l'inventaire des fonds, sur les trois sites (Moyen Âge et Ancien Régime, minutier central des notaires de Paris, archives privées, exécutif et législatif, intérieur et justice, éducation, culture et affaires sociales, environnement, agriculture et aménagement du territoire, archives privées d'architecte et archives nominatives et sérielles) ;
- la direction des publics chargée de l'accueil et de l'orientation du public en ligne et dans les salles de consultation (départements de l'accueil du public de Paris, de Pierrefitte et de Fontainebleau), de l'action culturelle et éducative (notamment dans le cadre du musée des Archives nationales) et de la bibliothèque ;
- la direction de l'appui scientifique qui suit notamment les questions de conservation (ateliers de conservation), de la gestion des archives électroniques et audiovisuelles et des projets d'archivage électronique ;
- la direction administrative et financière (ressources humaines, pôle juridique, pôle budgétaire et comptable, gestion immobilière et logistique, sécurité) dont le responsable assure également les fonctions de directeur-adjoint des Archives nationales

La directrice est également assistée de chargés de mission (diffusion scientifique, partenariats, affaires générales).
Le budget 2015 était de 2,3 millions d'euros de crédits d'investissement et 8,8 millions d'euros de crédits de fonctionnement.

### Le site de Paris

Archives nationales, Paris

Situé depuis 1808 dans un ensemble constitué autour de l'hôtel de Soubise, et qui s'est progressivement étendu aux hôtels particuliers contigus et en particulier, en 1927, à l'hôtel de Rohan dans le quartier du Marais à Paris, le site parisien des Archives nationales était à l'origine conçu pour conserver les archives des organes centraux de l'État, auxquelles se sont ajoutés ensuite le Minutier central des notaires parisiens et des documents d'origine privée.
Depuis 2013, avec l'ouverture du site de Pierrefitte-sur-Seine, le site de Paris conserve les archives de l'Ancien Régime, les minutes des notaires de Paris, les collections de la bibliothèque et le Musée des Archives nationales. Celui-ci présente les expositions temporaires des Archives nationales, ainsi qu'un parcours permanent présentant les documents les plus emblématiques des fonds d'archives. Quant à la bibliothèque, elle se compose d'une partie administrative intégrée au cadre de classement des Archives nationales (séries AD) et d'un fonds général réunissant des ouvrages portant principalement sur l'archivistique, l'histoire de France ou les sciences auxiliaires de l'histoire, de l'Ancien Régime à nos jours : les communications des imprimés sont assurées au CARAN. La consultation des documents s'effectue au Caran, 11 rue des Quatre-Fils, bâtiment inauguré en 1988.

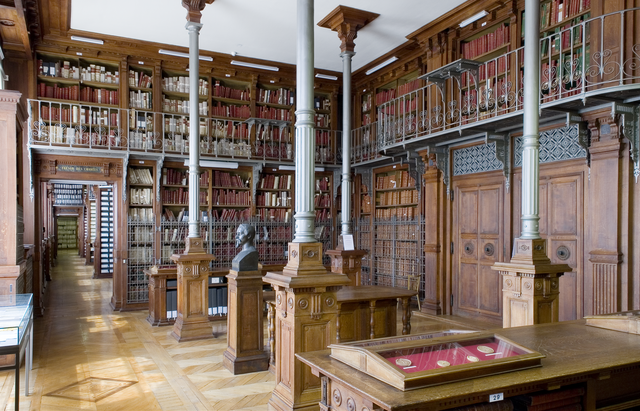
Archives nationales (Paris). Grands dépôts, salle de l'Armoire de fer.
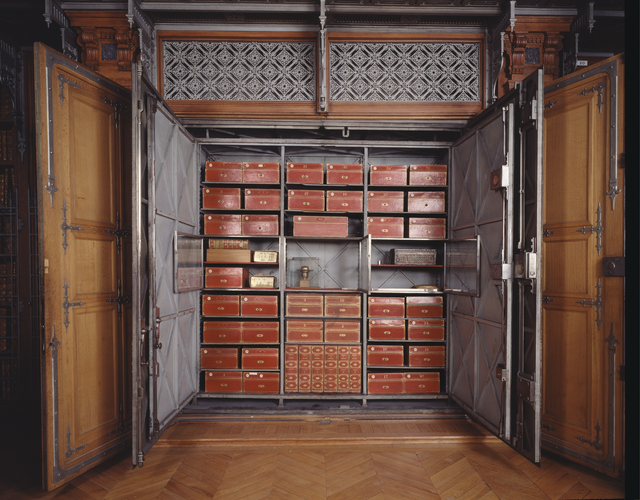
Archives nationales (Paris). Grands dépôts, l'Armoire de fer ouverte.
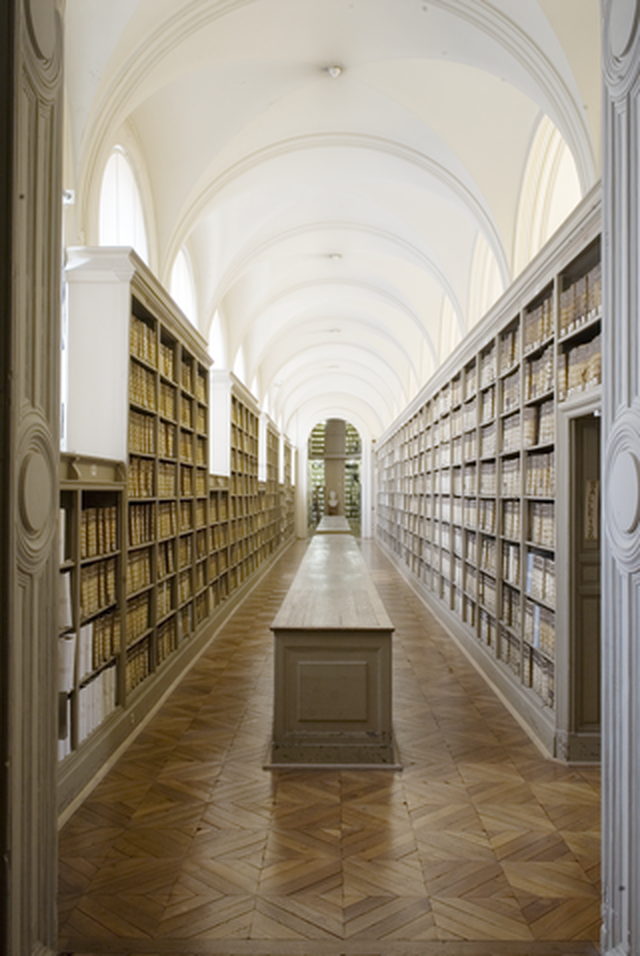
Archives nationales (Paris), Grands dépôts : la galerie du Parlement.

#### L'hôtel de Soubise et les grands dépôts
À la mort du prince Charles de Soubise en 1787, sa fille cadette la princesse de Guéméné, Armande-Victoire de Rohan-Soubise, reçoit la propriété des hôtels de Rohan et Soubise. Criblée de dettes, la famille s'était vue confisquer les hôtels par leurs créanciers qui y installèrent des locataires. Les créanciers en obtiennent ensuite la vente en 1807, avec celle de l'hôtel de Rohan, mais devant l'impossibilité de Chandor d'acquitter le prix de l'enchère, l'État s'en porte acquéreur en 1808 et décide d'installer à Soubise les Archives nationales et, à Rohan, l'Imprimerie nationale.
Daunou, Garde général des Archives, confie à Jacques Cellerier la conduite des travaux de l'hôtel de Soubise nécessaires au transfert des fonds. La question du transfert préoccupe ensuite les esprits et il est décidé de conserver la Section législative (c'est-à-dire les archives de l'Assemblée, héritière des Archives nationales originelles) et administrative, en prévoyance des accroissements à venir. Au premier étage sont prévues les archives des sections historique, domaniale et topographique, quant à la bibliothèque, elle est destinée à la chapelle.
Rapidement après le début du déménagement, on s'aperçoit que les lieux sont trop exigus et les hangars installés par un entrepreneur de papiers-peints, Chenevard, dans la cour de Soubise, sont bientôt réquisitionnés. L'afflux des archives ne cesse cependant pas et la conquête de nombreux pays par les troupes napoléoniennes, qui sont incorporés à l'Empire et dont les archives gagnent bientôt Paris, augmente encore ces arrivées massives. Un projet de construction d'un palais des Archives est prévu, entre les Invalides et le pont d'Iéna, dont la première pierre sera d'ailleurs posée par Napoléon Ier lui-même le 15 août 1812, jour de la Saint-Napoléon. Ce palais des Archives devait être situé dans le nouveau quartier administratif conçu par l'Empereur et devait faire face au Palais du Roi de Rome, à l'une des quatre extrémités du Champ de Mars, au levant et en bord de Seine. Sa réalisation devait être confiée à l'architecte Jacques Cellerier. Les événements de 1815 et la chute de l'Empire viendront cependant mettre un terme à ce projet qui restera inachevé.

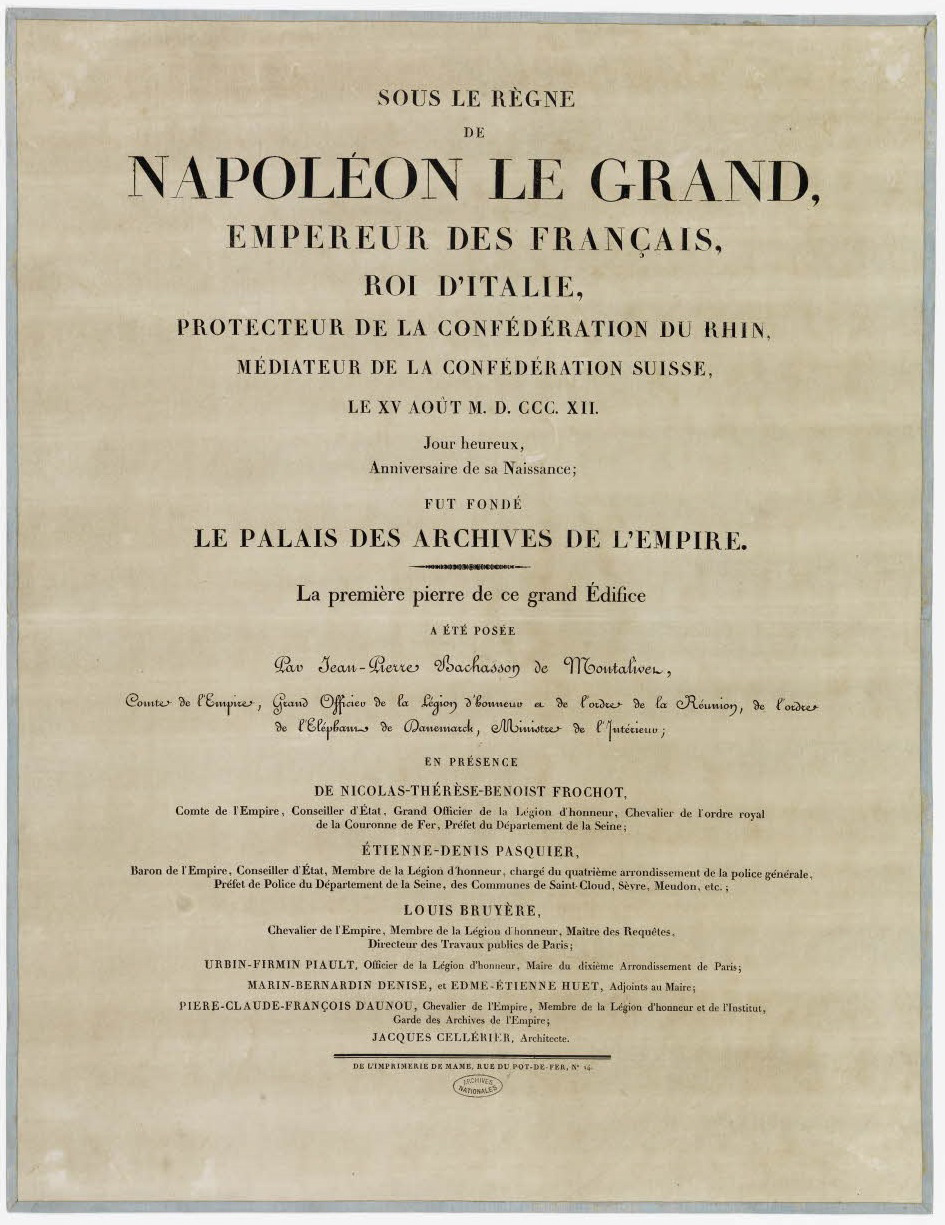
Affiche annonçant la pose première pierre du palais des Archives de l'Empire sur l'Ile des Cygnes.
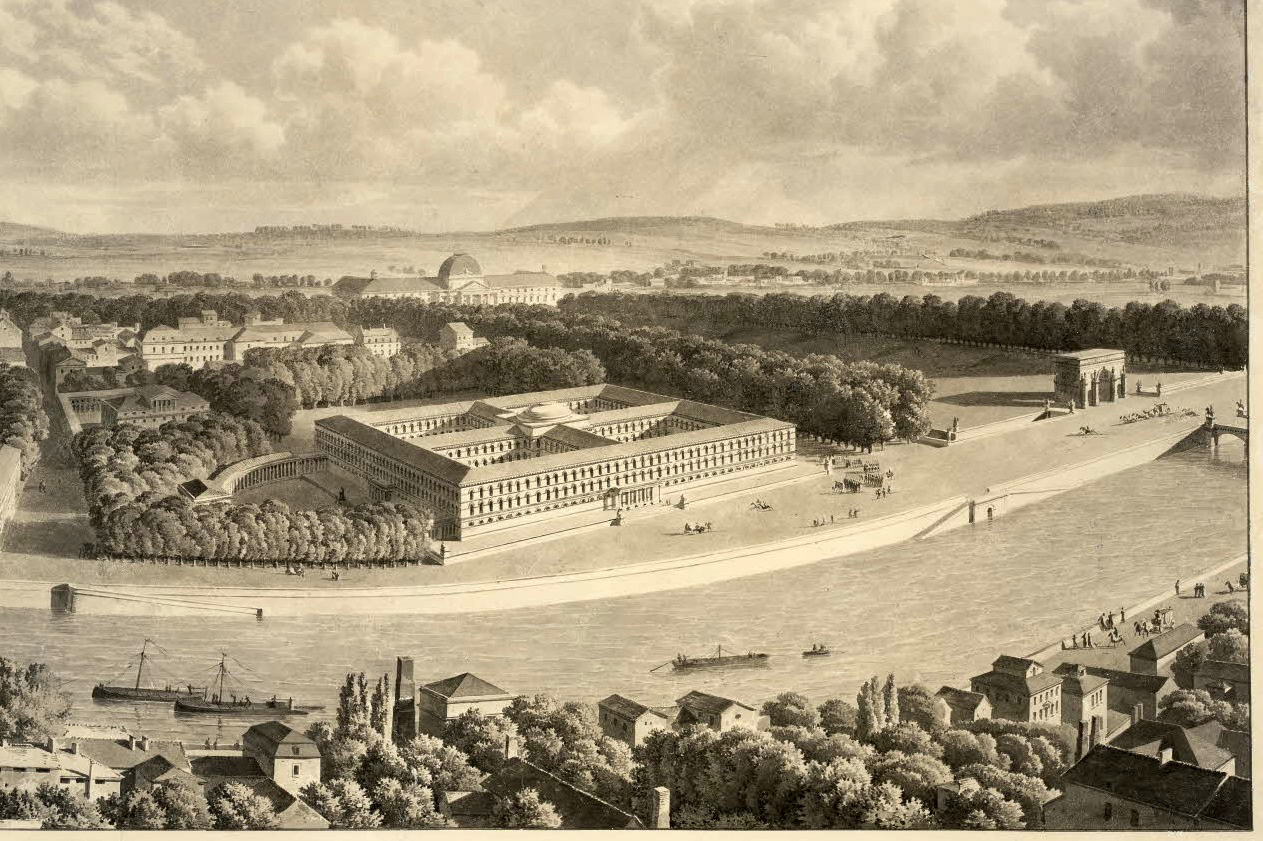
Projet de Jacques Cellerier pour le Palais des Archives en 1812.

La Restauration a pour conséquence directe la restitution aux pays libérés de leurs archives. Ce gain de place ne fait cependant pas oublier l'état de délabrement avancé de l'hôtel de Soubise et les nécessaires travaux à y effectuer qui poussent d'ailleurs les autorités à se soucier de plus en plus des Archives nationales. Marie Louis Anicet de Blanc de Guizard, député de l'Aveyron et chargé du rapport d'une commission de la Chambre des députés sur les édifices publics, prend la parole le 28 avril 1838 à la Chambre et brosse un portrait effroyable de l'état des archives.
Les architectes Charles Lelong et Édouard Dubois sont donc chargés d'un nouveau projet en 1838, pour un montant d'1 million de francs, qui consiste en un ensemble de bâtiments de conservation et de bureaux. Les matériaux utilisés, pierre, fer et poteries, doivent rendre la structure incombustible et marque ainsi la destination archivistique du bâtiment. Achevé en 1848, l'ensemble reçoit les archives de la Section judiciaire, sur l'avis du nouveau Garde général, l'égyptologue Letronne. Proviennent alors du Palais de justice 15 000 registres et 65 000 à 70 000 cartons qui rejoignent notamment la galerie du Parlement où ils sont toujours conservés.
Après 1848, les Archives nationales s'accroissent encore de plusieurs fonds comme celui, par exemple, de la Chambre des Pairs. Les magasins construits sous Louis-Philippe sont déjà trop étriqués et de nouveaux travaux sont envisagés. L'architecte Charles Lelong propose donc plusieurs projets qui restèrent inaboutis, avant de rejoindre en 1855, toujours comme architecte, le Collège de France. Léon de Laborde, devenu directeur général des Archives de France, demande en 1858 au ministre des Finances Fould des crédits pour la prolongation des dépôts. Sur proposition d'Hubert Janniard, architecte des Archives, le bâtiment retenu devait s'élever le long de la rue Quatre-Fils en prenant en compte des impératifs de conservation préventive, comme l'utilisation de roche la plus imperméable possible et d'installer au niveau du sol, dans l'épaisseur des murs, une feuille de plomb pour éviter la remontée d'humidité par capillarité. Les travaux s'échelonnent sur plusieurs années qui verront en 1865 l'installation complète du premier étage comme l'indique un cartouche dans la « Salle du Trésor des chartes ». Dans le même temps, Laborde réaménageait peu à peu les salles de l'hôtel de Soubise, comme le salon ovale auquel il redonne ses tableaux, dans le but d'ouvrir un musée de l'Histoire de France qui sera d'ailleurs inauguré en 1867.
En mai 1871, les Archives nationales échappent à la destruction grâce à l'intervention du communard Louis-Guillaume Debock qui s'oppose à leur incendie volontaire souhaité par d'autres communards.

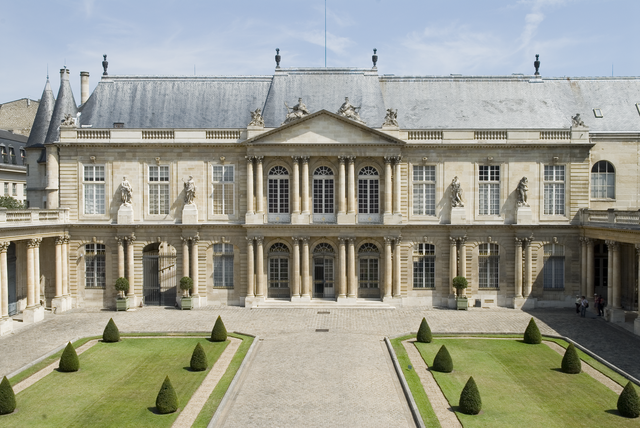
Archives nationales (Paris) : hôtel de Soubise.
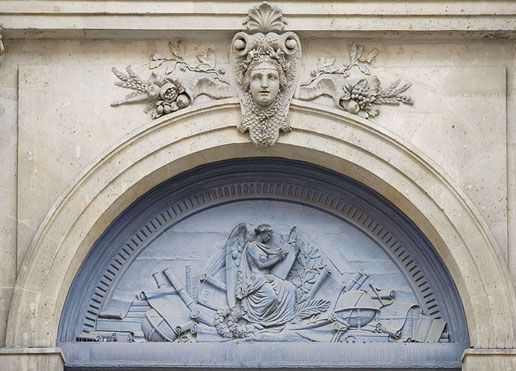
Archives nationales (Paris) : hôtel de Soubise. Le bas-relief du tympan représente une figure allégorique de L'Histoire d'après Eugène Delacroix.
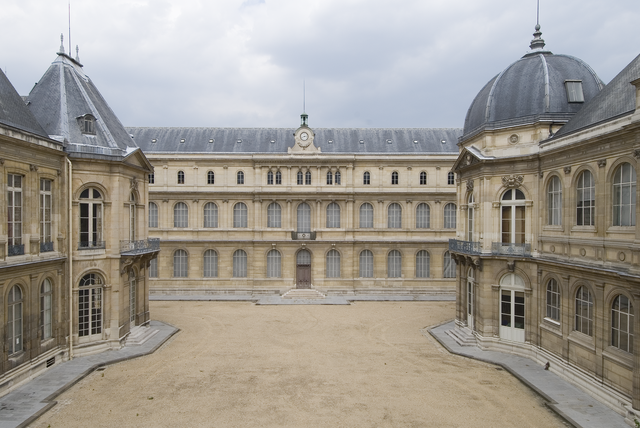
Archives nationales (Paris) : Grands dépôts.
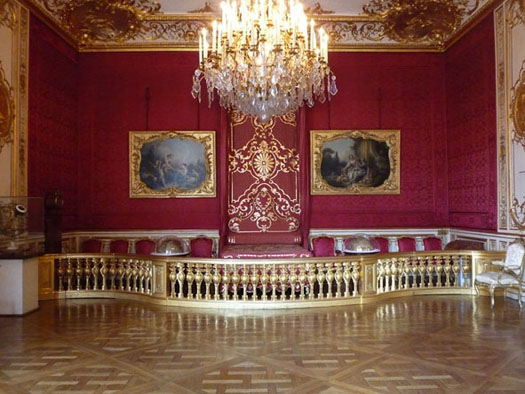
Archives nationales (Paris), hôtel de Soubise : Chambre de la princesse.
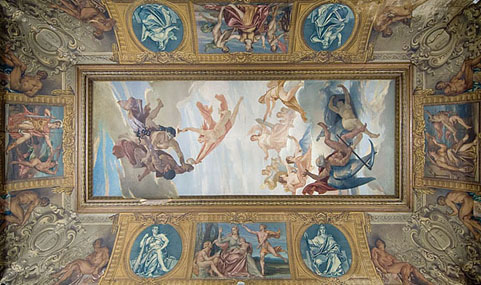
Archives nationales (Paris), hôtel de Soubise : plafond de l'escalier d'honneur, peint par Armand Félix Marie Jobbé-Duval.

#### L'hôtel de Rohan
L'hôtel de Rohan dit de Rohan-Strasbourg, situé au 87 rue Vieille-du-Temple, était occupé par l'Imprimerie nationale depuis 1808. En 1896 est acté le déplacement de celle-ci pour la rue de la Convention et la question de la destinée de l'hôtel se pose alors. Fortement dégradé, le bâtiment échappe plusieurs fois à la destruction en raison notamment de la mobilisation de la Commission du Vieux Paris et la Société centrale des architectes. Le 10 mars 1905, la commission des Monuments historiques se prononce donc pour la conservation de l'hôtel et son classement parmi les monuments historiques. Seul le bas-relief des Chevaux du soleil, de Robert Le Lorrain, situé dans la cour du même nom, était classé depuis 1900 : le reste des bâtiments sauvés, Charles-Victor Langlois, arrivé aux Archives en 1913, pouvait envisager d'étendre les Archives nationales.
Après plusieurs péripéties, le départ définitif de l'Imprimerie nationale en 1926 et la promulgation d'une loi le 4 janvier 1927 sauvant définitivement Rohan de la destruction, celui-ci est affecté aux Archives nationales par décret du 22 janvier 1927, ce qui incita les administrations à accroître leurs versements. L'architecte Robert Danis prend en charge les travaux de rénovation qui prévoient la reconstitution des cours et jardins. En 1928, la commission des Monuments historiques retient le projet de Danis d'affecter une partie du bâtiment aux minutes des notaires de Paris, dont le dépôt aux Archives nationales est prévu par la loi du 14 mars 1928, à la grande satisfaction de la Chambre des notaires. D'autres bâtiments sont ensuite affectés aux archives de la Cour des comptes, ainsi qu'aux archives de la commission des Réparations.
Quant au corps de logis, ses travaux s'échelonnèrent de 1927 à 1938 avec notamment la destruction des cloisons mises en place pour le fonctionnement de l'Imprimerie nationale, la reconstruction du grand escalier et la restauration des salons du premier étage. Le bâtiment est inauguré par le président de la République, Albert Lebrun, le 30 mai 1938.
En septembre 2018, a débuté le remontage dans l'hôtel de Rohan des décors et boiseries de l’ancien hôtel de Voyer d’Argenson, dit de la Chancellerie d’Orléans, construit en 1705 par Germain Boffrand. Classé monument historique en 1914, l'hôtel avait été déclassé en 1923 et démoli pour permettre l’agrandissement de la Banque de France, à condition de remonter ces décors dans un autre lieu. Les travaux financés par celle-ci, le WMF et le ministêre de la culture se sont achevés le 19 octobre 2021 et l'ouverture au public en visite guidée bimensuelle a eu lieu le 5 mars 2022. Il est prévu, qu'à terme, la Banque de France lègue à l'État les décors.

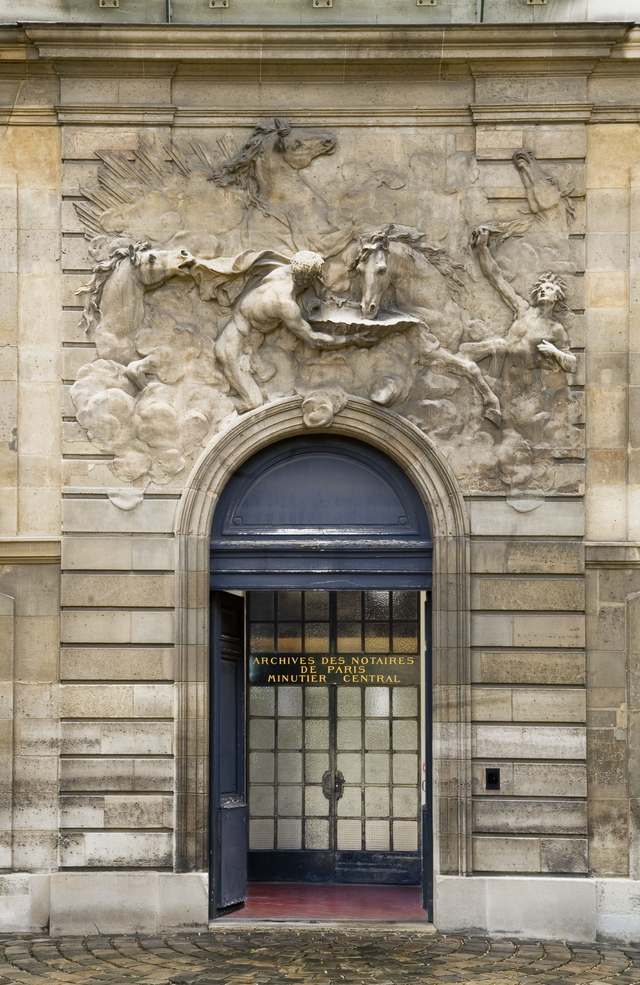
Archives nationales (Paris), Minutier central des notaires de Paris : la cour des Chevaux du Soleil, bas-relief de Robert Le Lorrain.
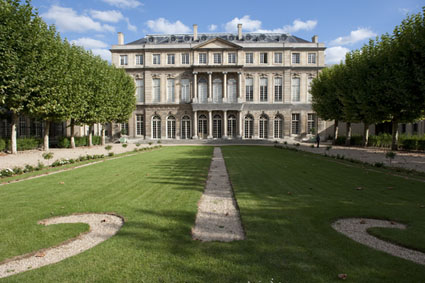
Archives nationales (Paris) : hôtel de Rohan.
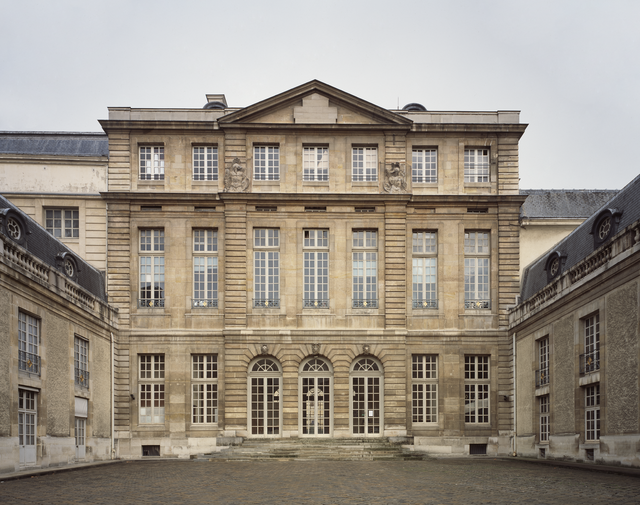
Archives nationales (Paris) : hôtel de Rohan, côté cour.
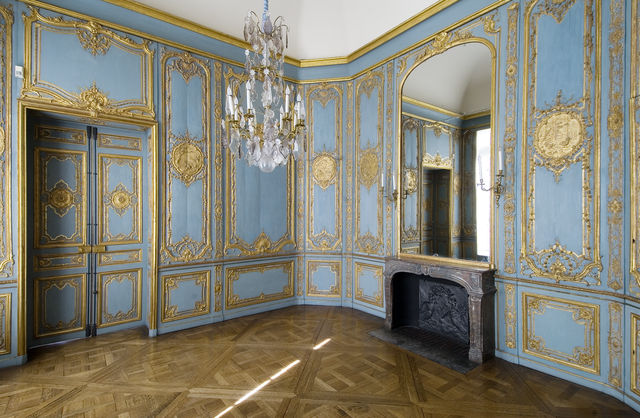
Archives nationales (Paris), hôtel de Rohan : le cabinet des Fables.
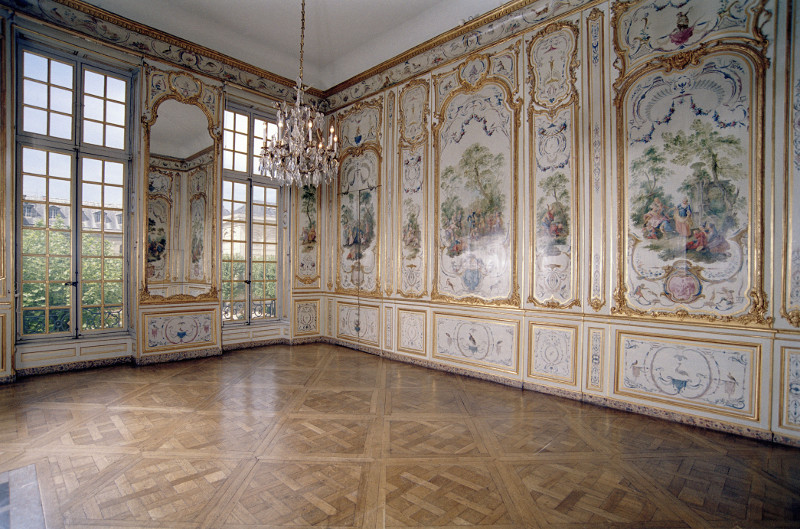
Archives nationales (Paris), hôtel de Rohan : le cabinet des Singes.

### Le site de Fontainebleau

#### Missions

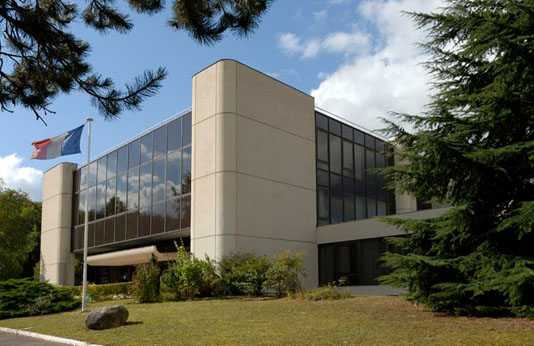
Site de Fontainebleau-unité-1. Architecte Claude Aureau.

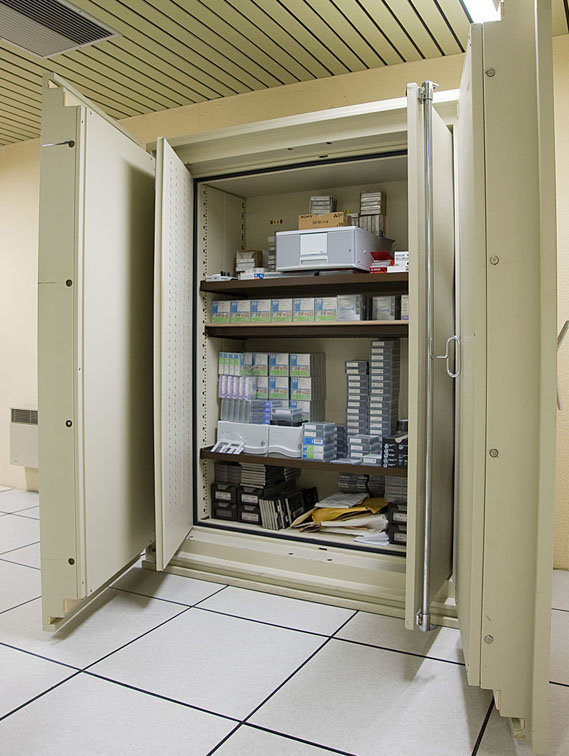
Archives nationales de France : armoire des archives électroniques du site de Fontainebleau.

La Cité interministérielle des Archives (CIA) fut créée en 1969 pour accueillir en masse les versements des administrations centrales de l'État. En 1962 les résultats d'une enquête effectuée par la direction des archives de France estimaient en effet à 800 km linéaires de documents les archives produites par l’administration, existantes et à venir. Après plusieurs études, le site de Fontainebleau fut choisi dans un souci d'aménagement de la Région parisienne et à la faveur du retour sous autorité française d'un terrain alors utilisé par l'état-major européen de l'OTAN. Le 21 décembre 1967, le Premier ministre Georges Pompidou, affecta 9 ha du « camp Guynemer », libérés à la suite de la décision prise en 1966 par Charles de Gaulle de retirer les armées françaises du commandement intégré de l’Otan.
Le site était conçu à l'origine pour relayer et amplifier les actions entreprises depuis les années 1950 par les Missions des Archives nationales auprès des différents ministères. L'objectif était de débarrasser systématiquement les bureaux des administrations centrales des documents qui n'avaient plus d'intérêt quotidien, mais une utilité épisodique pour les garder à la disposition des services producteurs dans des conditions de conservation et de gestion appropriées, puis d'éliminer à terme, aussi rationnellement que possible, les éléments dépourvus de valeur tout en dotant les éléments jugés de conservation durable des instruments de recherche nécessaires à la mise à disposition du public. Cette politique visait au rapprochement entre institutions d'archives et services administratifs et supposait une participation financière des administrations au fonctionnement de cette Cité interministérielle. Cette contribution n'ayant finalement pas été obtenue, l'idée d'un dépôt de préarchivage fut progressivement abandonnée au profit d'un Centre des archives contemporaines conservant les archives définitives postérieures à 1958. La faculté de consulter au CARAN les archives conservées à Fontainebleau fut d'ailleurs supprimée à partir du 1er janvier 1996 à la suite de la création d'une salle de lecture sur le site.
Lors de la mise en place du site de Pierrefitte-sur-Seine, le site de Fontainebleau fut destiné à la conservation des archives privées d'architectes et des fonds sériels du XXe siècle (dossiers de personnel, dossiers de contentieux, dossiers de naturalisation, etc.). Il était également depuis le début des années 1980 chargé de la collecte, du traitement et de la conservation des archives nativement numériques produites par l’État et ses opérateurs publics ; les évolutions technologiques dans ce domaine constituaient en effet un défi, relevé via le « système Constance », qui permit de conserver plus de 25 To d'archives électroniques. Les plus anciens fichiers dataient du début des années 1960. Ils étaient consultables en salle de lecture à Fontainebleau. C'est également sur le site de Fontainebleau qu'était assurée la conservation des archives sonores et des archives audiovisuelles, qui exigent un traitement spécifique.

#### Architecture
La parcelle affectée aux Archives nationales se situait en bordure du parc du château et de la route nationale 6, à une distance raisonnable de Paris et donc des administrations. Pour permettre l’installation des archives, les bâtiments hérités de l’OTAN, exemple typique de l'architecture modulaire fonctionnelle de la période de la Reconstruction furent équipés de rayonnages en attendant la construction de nouveaux bâtiments spécialement conçus pour les archives.
Le projet initial prévoyait la réalisation de dix unités, ce qui correspondait aux 800 kilomètres linéaires estimés lors de l’enquête de 1962. Toutefois, le changement de vocation du site, au départ conçu comme un site d’archivage intermédiaire en attendant le transfert des archives historiques vers Paris, puis dès le milieu des années 1980 comme un centre d’archivage définitif et historique, modifia le programme. Seules deux unités seront réalisées.
Ces deux bâtiments, appelés « unités 1 et 2 », furent construits en 1977 et 1984 par Claude Aureau, qui était aussi le concepteur des Archives nationales d’outre-mer à Aix-en-Provence et du Centre national du microfilm à Espeyran dans le Gard. Les deux unités, bâties sur le même modèle, avaient une capacité de 80 kilomètres linéaires chacune, sur cinq niveaux de sous-sol. L’unité 2 comportait une partie destinée plus spécifiquement à la conservation d’archives sur supports spéciaux ou hors format, un atelier de microfilmage et, dès le départ, une salle destinée au traitement des archives électroniques.
L’aménagement intérieur des deux unités suivait les principes du design industriel. Le hall d’accueil de l’unité 1 était animé par un escalier monumental appelé diapason. Les larges marches en bois de hêtre lamellé-collé, les revêtements en pierre polie issue des carrières de la région, les décors de lambris de hêtre, les faux plafonds métalliques aux motifs géométriques placés sur trois plans de l’espace de direction, le mobilier tubulaire à plateau massif de bois ou les chaises métalliques recouvertes de textile coloré, notamment orange, les portes marron ou vertes, les plafonds des couloirs des magasins, jaunes ou verts, étaient des éléments du décor d’origine. En 2007, pour faire face à la saturation des deux unités et en attendant le transfert d’une partie des archives vers le centre de Pierrefitte-sur-Seine, un bâtiment moderne et léger fut construit sur les plans du cabinet d'architectes Hamonic+Masson, d'une capacité de 35 kml d’archives.

#### Fermeture
En juin 2016, après la mise sous protection en mars 2014 de deux bâtiments du site présentant un risque d'effondrement, la ministre de la Culture Audrey Azoulay décide de fermer le site, de reclasser les 44 agents qui s'y trouvaient et de redéployer l'institution sur les deux autres sites,. Les archives audiovisuelles et électroniques rejoignent fin 2018 le site de Paris et le reste d'ici 2019-2021 celui de Pierrefitte.

### Le nouveau Centre à Pierrefitte-sur-Seine

#### Genèse du projet
L'édification d'un nouveau Centre des Archives nationales à Pierrefitte-sur-Seine, en Seine-Saint-Denis (93), a été décidée en 2004, suite une série d'initiatives visant à alerter les pouvoirs publics sur la saturation et le mauvais état de conservation des Archives nationales. Dès 1994, un rapport confié à Guy Braibant (conseiller d'État) jugeait urgent d'agir. Une Maison de la mémoire de la Ve République a d'abord été proposée à Reims puis abandonnée en raison, notamment, de l'étroitesse de la période chronologique retenue, qui n'aurait pas permis de vraiment désaturer le site parisien, et car Reims est éloigné des ministères produisant les archives. Cette localisation rencontrait en outre une forte opposition des chercheurs.
En 1999, Philippe Bélaval, alors directeur des Archives de France, affirma la nécessité d'une « cité des archives » pour « remettre les archives au cœur de la cité ». Il préconisait de ne conserver à Paris que les documents antérieurs à la Révolution française. Sur cette base une association d'usagers et d'archivistes se constitua en 2001, une Cité pour les Archives nationales, autour de René Rémond, Georgette Elgey, Annette Wieviorka, qui en assura la présidence, et Isabelle Neuschwander qui en fut la secrétaire générale. Dans le même temps, la nouvelle directrice des Archives de France, Martine de Boisdeffre, s'engageait en faveur du projet. Leurs efforts conjugués débouchèrent sur l'annonce de la construction d'un bâtiment à Pierrefitte-sur-Seine, avec le concours du Conseil général de la Seine-Saint-Denis et de la communauté d'agglomération de Plaine-Commune.
Le bâtiment de dix étages, qui mesure 38 m de haut et 160 m de long, en partie couvert d'aluminium anodisé, a été dessiné par Massimiliano Fuksas sur la base d'un cahier des charges le voulant très efficient en énergie (il est prévu pour recevoir dans le futur 5 000 m2 de panneaux photovoltaïques). Il contient un système d'extinction d'incendie par brouillard d'eau, moins destructeur que les systèmes classiques. Il contient notamment les archives des présidents de la République.
L'immeuble a été livré en 2012, il est ouvert au public le 21 janvier 2013, avant d'être inauguré par le président de la République, François Hollande le 11 février 2013  en présence d'Agnès Magnien, directrice des Archives nationales. En 2013 il comptait parmi douze projets présentés à l'Équerre d'argent (dont le lauréat a été le Louvre-Lens).
Le site avait prévu une extension pour l'horizon 2040 afin d'accroitre la capacité de conservation et d'éviter la saturation. Le bâtiment sera finalement construit aux années 2020, du fait de la sous-estimation prévisionnelle des versements mais surtout du transfert des archives du site de Fontainebleau après sa fermeture,.

Inauguration du site de Pierrefitte-sur-Seine
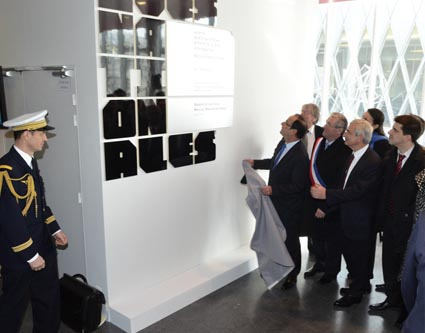
Dévoilement de la plaque inaugurale du site de Pierrefitte-sur-Seine par François Hollande le 11 février 2013.
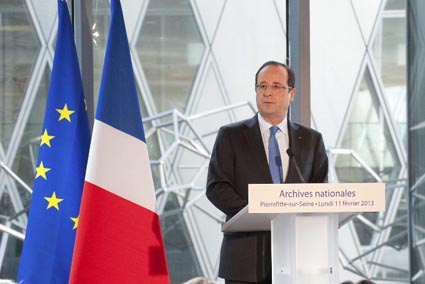
Archives nationales (France) : inauguration du site de Pierrefitte-sur-Seine par François Hollande.
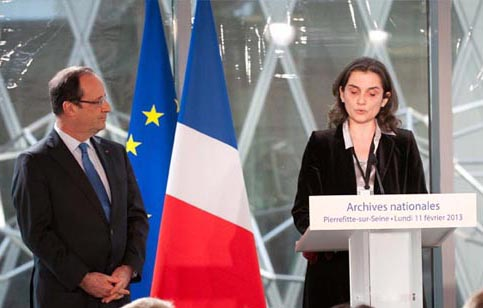
Archives nationales (France) : discours d'Agnès Magnien lors de l'inauguration du site de Pierrefitte-sur-Seine.

#### Vocation du site
Le site est voué aux archives postérieures à la Révolution française. Il contient près de 40 kilomètres linéaires d'archives provenant du site parisien, et 120 kilomètres linéaires d'archives provenant du site de Fontainebleau. Sa construction permet de regrouper de manière cohérente les archives contemporaines, aujourd'hui réparties entre deux sites selon une coupure chronologique dépourvue de toute signification historique, et d'assurer à ces archives un meilleur accès, le site de Pierrefitte-sur-Seine ayant été choisi en raison de sa proximité d'une station de métro. L'architecte du nouveau site est Massimiliano Fuksas. La première pierre du bâtiment a été posée le 11 septembre 2009 par le Premier ministre François Fillon.
La construction du site de Pierrefitte-sur-Seine est également l'occasion d'une refondation complète des Archives nationales, grâce à un ambitieux programme de reconditionnement, de numérisation et de développement d'un nouveau système informatique. La quasi-totalité des instruments de recherche doit être disponible sur l'Internet.
Les fonds conservés à Pierrefitte-sur-Seine le sont autour de cinq sections :
1. archives du pouvoir exécutif et législatif ;
2. archives des administrations de l'Intérieur et de la Justice ;
3. archives des administrations chargées de l'Éducation, de la Culture et des Affaires sociales ;
4. archives des Hommes et territoires comprenant les fonds de l'Équipement, de l'Aménagement du territoire, de l'Agriculture, de l'Écologie, de l'Industrie, du Commerce, du Tourisme, de l'Économie et des Finances ;
5. archives privées.

[réf. nécessaire]
Parmi ces fonds contemporains, on trouve par exemple les archives de l'ORTF, versées aux Archives nationales lors de son éclatement, les fonds des cabinets ministériels, les fonds des services du Premier ministre, les archives du Centre national de la cinématographie, le Fonds de Moscou, le fonds de la Cité internationale universitaire de Paris, la Photothèque du Tourisme, la photothèque du ministère de l'Agriculture, les fonds audiovisuels de l'institution, etc.
Parmi les fonds privés, on trouve ceux que les missions ont eu l'occasion de collecter auprès de personnes ou d'organismes privés travaillant en liaison avec le département ministériel de leur domaine d'intervention. C'est par exemple le cas des archives de Pierre Laroque, chargé de la mise en place de la Sécurité sociale de 1930 à 1932.

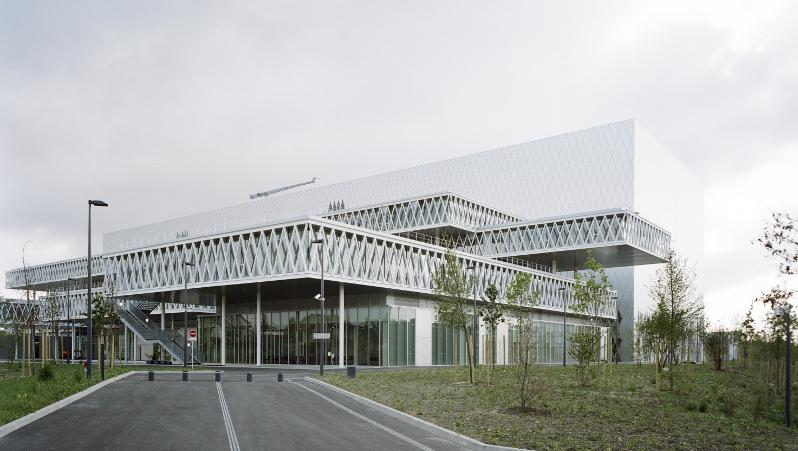
Archives nationales (France) : site de Pierrefitte-sur-Seine. Architecte Massimiliano Fuksas.
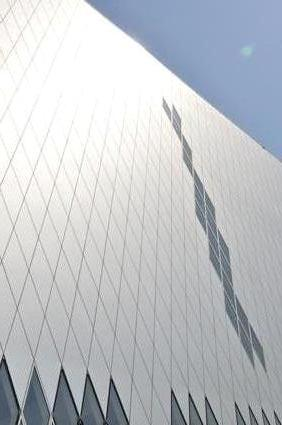
Archives nationales (France) : façade du site de Pierrefitte-sur-Seine.
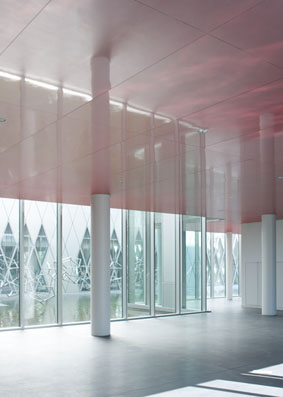
Archives nationales (France) : œuvre de Susanna Fritscher sur le site de Pierrefitte-sur-Seine.
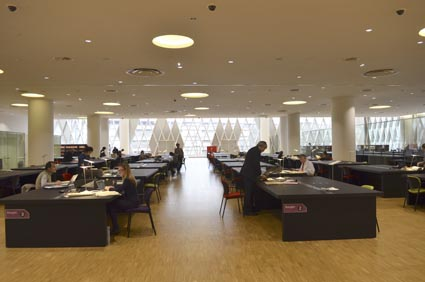
Archives nationales (France) : salle de consultation du site de Pierrefitte-sur-Seine.

## Archives nativement numériques
Environ 200 millions de fichiers sont gérés depuis 2018 par le logiciel Adamant. Ce projet a été lancé en 2015 et fait partie du programme interministériel d'archivage Vitam.

## Les publics
La question des publics des archives n’a pas toujours été au cœur des préoccupations des archivistes et des services d’archives. On assiste néanmoins aux Archives nationales à une prise de conscience progressive de ces enjeux, qui prend de l’ampleur à partir des années 1990.
Les années 2000 offrent un nouveau contexte avec la mise en ligne massive des fonds d’archives numérisées, la réforme des études universitaires et les premiers signes d’une stagnation du lectorat.
Le comportement des lecteurs est assez différent selon les sites, ce qui s’explique naturellement par la nature même des documents conservés.
Le site reçoit en 2016, dans la catégorie des établissements culturels relevant de l’État, le prix Patrimoine pour tous, qui récompense les institutions qui favorisent l’accessibilité aux personnes handicapées. Il dispose de logiciels de grossissement de caractères et ses points d’accueil ont été équipés de boucles auditives pour les malentendants, alors que l'accessibilité est prise en compte pour les expositions temporaires.

## Activités culturelles et artistiques
Les Archives nationales ont inscrit au sein de leur PSCE la mise en œuvre d’un volet d’action artistique, l’occasion de proposer une vision élargie et renouvelée de leur identité et de leurs missions. Cette orientation s’inscrit dans un contexte d’appropriation grandissante de l’archive par les artistes, qu'ils soient issus des arts vivants, des arts visuels, de la littérature. Il permet de proposer un regard singulier, et complémentaire de l’approche scientifique, sur les questions de mémoire, de rapport au temps, de traces, de croisements entre mémoire collective et mémoire individuelle, et de mettre en évidence le potentiel poétique de l’archive.
Le volet d'action artistique aux Archives nationales est un espace de recherche, d'invention, de tentatives, mais aussi un espace d’observation et de développement d’une réflexion sur les enjeux à l’œuvre dans la relation entre art et archive. Il représente une réelle opportunité de donner un espace supplémentaire de visibilité aux Archives nationales et d’accompagner la création de sens et d’un en-commun à partir de la matière historique.
Enfin, cette mission permet de contribuer à l'affirmation du rôle d'institution culturelle des Archives nationales à travers la mise en œuvre de projets inédits, singuliers et innovants. Elle contribue à faire venir d'autres publics aux Archives nationales, y compris en proposant des projets d’action culturelle éducative qui articulent archive et création.
Cette mission se décline dans une série de projets aux formes très variées (résidences d'artistes, performances, accueil de festivals, projet de recherche universitaires, etc). Elles reposent largement sur des modalités partenariales associant aux Archives nationales tout un réseau d'acteurs et d'institutions culturelles.
Les Archives nationales ont toujours entretenu des relations privilégiées avec un dense réseau de partenaires scientifiques, pour l’organisation de journées d’études, de séminaires, d’expositions.